# Chiến dịch Yelnya
Chiến dịch Yelnya (30 tháng 8 – 8 tháng 9 năm 1941) là một chiến dịch phản công của quân đội Liên Xô chống lại quân đội Đức Quốc xã trong thời gian chiến dịch Barbarossa. Trong chiến dịch ngắn ngày này, Bộ Tư lệnh Phương diện quân Dự bị (Liên Xô) đã sử dụng các tập đoàn quân 24 và 43 mở các trận phản kích nhằm vào phần vòng cung lồi ra ngoài của trận địa quân Đức tại khu vực Yelnya, nơi Tập đoàn quân số 4 của Đức Quốc xã bố trí trên một tuyến nhô về phía mặt trận Liên Xô, kéo dài 50 km về phía đông nam Smolensk, tạo thành một khu vực bàn đạp nhằm chuẩn bị cho đợt tấn công dự kiến vào Vyazma và sau đó là thủ đô Moskva. Trong lịch sử Liên Xô, Chiến dịch phản công Yelnya được xếp vào khuôn khổ Chiến dịch Smolensk trong giai đoạn đầu của chiến tranh Xô-Đức. Trong đó, trận phản công tại Yelnya là mãnh liệt nhất, với quy mô lớn buộc quân đội Đức Quốc xã phải triệt binh. Chiến thắng tại trận Yelnya trở thành một trong những thắng lợi đầu tiên của quân đội Liên Xô trong suốt cuộc Chiến tranh Xô-Đức. Tuy sau đó quân Đức đã cản trở được Chiến dịch Yelnya và tiếp tục kéo rốc về thủ đô Moskva, nhưng dù sao, quân đội Liên Xô cũng đã trì hoãn được bước tiến công của đối phương bằng thắng lợi này.

## Tình hình khu vực mặt trận
Ngày 19 tháng 7 năm 1941, sư đoàn xe tăng 10 là đơn vị đột phá của quân đoàn xe tăng 46 thuộc tập đoàn quân xe tăng 2 (Đức) do tướng Heinz Guderian chỉ huy đã đột nhập vào Yelnya, nhưng không thể tiến xa hơn như kế hoạch, đã phải dừng lại trước cửa ngõ Spas-Demensk và buộc phải chuyển sang phòng ngự. Do bị thiệt hại đáng kể trong Chiến dịch Smolensk, Bộ Tổng tham mưu quân đội Đức Quốc xã phải ra Chỉ thị số 33 ngày 19 tháng 7 năm 1941 tạm hoãn cuộc tấn công vào Moskva trong hành tiến để bố trí lại lực lượng. Các đơn vị xe tăng được lệnh di chuyển đến các khu vực khác của mặt trận. Tập đoàn quân xe tăng 2 của tướng Guderian vòng xuống phía Nam; tập đoàn quân xe tăng 3 của tướng Hermann Hoth vòng lên phía bắc. Ở giữa trận tuyến của Cụm tập đoàn quân Trung tâm (Đức) chỉ còn lại các đơn vị bộ binh cơ giới.
Tại khu vực này đã hình thành cái gọi là "chỗ lồi" Yelnya, một căn cứ bàn đạp nguy hiểm của quân đội Đức Quốc xã, uy hiếp tuyến phòng thủ của quân đội Liên Xô và đe dọa bên sườn cánh quân chủ lực của Phương diện quân Dự bị (Liên Xô) tại Vyazma. Trong tháng 7 và đầu tháng 8, tập đoàn quân 24 (Liên Xô) đã vài lần cố gắng để cắt đứt "chỗ lồi" đó và nắn thẳng tuyến mặt trận nhưng không thành công. Theo Tổng tham mưu trưởng quân đội Đức Quốc xã, tướng Franz Halder, cuộc chiến đấu trong khu vực Yelnya đã trở thành một ví dụ điển hình của dạng "chiến tranh hầm hào". Bộ tư lệnh Đức đã có thể rút các sư đoàn xe tăng ra khỏi chỗ lồi Yelnya và thay vào đó là các sư đoàn bộ binh.
Sau khi nhiều lần không thành công trong việc xóa "chỗ lồi Yelnya" của quân Đức, ngày 11 tháng 8 năm 1941, Tư lệnh phương diện quân Dự bị G. K. Zhukov đã ra lệnh cho thiếu tướng K. I. Rakutin chấm dứt các cuộc tấn công vỗ mặt và bắt tay vào việc chuẩn bị kỹ hơn để tổ chức một cuộc tấn công mới.

## Bố trí binh lực của Đức
Về phía quân đội Đức Quốc xã, khu vực Yelnya thuộc địa đoạn mặt trận của Tập đoàn quân dã chiến 4 do tướng Günther von Kluge chỉ huy. Trên tuyến đầu của khu vực Yelnya, quân đội Đức Quốc xã bố trí (từ Bắc xuống Nam) sư đoàn xe tăng 10, sư đoàn SS "Đế chế", sư đoàn bộ binh 268 và tiểu đoàn xung kích 202. Tuy nhiên, vào trước khi chiến dịch khởi sự, những đơn vị này được thay thế bằng sư đoàn bộ binh 137, sư đoàn bộ binh 78 và sư đoàn bộ binh 292. Riêng sư đoàn bộ binh 268 vẫn giữ nguyên vị trí. Các đơn vị này có tổng quân số khoảng 7 vạn người (chiếm 1/3 quân số của quân đoàn 20) với 500 pháo và Tiểu đoàn xung kích 202 được trang bị súng StuG-40 III. Cứ điểm tuyến đầu phía bắc do sư đoàn bộ binh 15 (Đức) phòng thủ. Còn cứ điểm phía Nam do sư đoàn bộ binh 7 (Đức) phòng thủ. Mặc dù tướng Heinz Guderian đề nghị rút quân khỏi vùng này từ ngày 4 tháng 8 nhưng trong một cuộc họp giữa Hitler và các tướng lĩnh của Cụm tập đoàn quân Trung tâm tại Novy Borisov, đề nghị của ông đã bị bác bỏ.
Ngày 15 tháng 8, Thống chế Fedor von Bock, tư lệnh Cụm tập đoàn quân Trung tâm đã viết trong nhật ký của ông ta:
| “                 | Rất khó để đưa ra một giải pháp cuối cùng cho vấn đề này. Lựa chọn nào tốt hơn: giữ được chỗ lồi này hoặc rời bỏ nó. Nếu người Nga tiếp tục tấn công vào chỗ lồi và sau đó giữ được nó thì họ sẽ chiếm lợi thế. Nếu họ ngừng các cuộc tấn công, mà cũng rất có thể như vậy, thì việc chiếm giữ mũi đất nhô về phía Đông này thì không những sẽ tạo nên một bàn đạp cho các cuộc tấn công phát triển của chúng tôi trên hướng đông, mà còn tạo ra cơ hội để khống chế các giao lộ đường sắt trong khu vực Smolensk và đường bộ cao tốc Smolensk - Moskva. | ” |
| — Fedor von Bock, | |   |

## Kế hoạch và binh lực của phía Liên Xô
Ngày 5 tháng 8 năm 1941, khi cùng tướng K. I. Rakutin đi quan sát thực địa trong khi sư đoàn bộ binh 19 đang tổ chức trận đánh trinh sát chiến dịch, G. K. Zhukov đã phát hiện thấy nhiều hỏa điểm kiên cố gồm lô cốt, xe tăng, pháo được chôn ngầm dưới đất của quân Đức. Căn cứ báo cáo của K. I. Rakutin và các chỉ huy binh chủng về người và trang bị của tập đoàn quân 24, G. K. Zhukov kết luận rằng với 5 sư đoàn hiện có, đơn vị này không đủ sức phản kích và phải tăng cường cho nó. Để điều động đủ lực lượng, Phương diện quân Dự bị cần từ 10 đến 12 ngày để tăng cường cho tập đoàn quân 24 từ 2 đến 3 sư đoàn lấy trong các binh đoàn dự bị của Phương diên quân. Ngày 12 tháng 8, trong cuộc hỏi cung hạ sĩ Hans Miterman, tù binh Đức bị bắt trong trận đánh trinh sát ngày 5 tháng 8, Bộ tư lệnh Phương diện quân Dự bị còn được biết ngoài các đơn vị vốn đã đóng ở đây sau trận Smolensk, tập đoàn quân 4 (Đức) còn tăng cường trở lại cho cụm quân Yelnya sư đoàn SS "Đại Đức".
Ngày 16 tháng 8, Bộ Tổng tư lệnh tối cao Liên Xô phê chuẩn đề nghị của đại tướng G. K. Zhukov, Tư lệnh Phương diện quân Dự bị về việc sử dụng Tập đoàn quân 24 mở một cuộc phản kích vào vòng cung Yelnya. Thời điểm bắt đầu chiến dịch được ấn định vào ngày 20 tháng 8. Tuy nhiên, do các đơn vị được huy động chưa thể tiếp cận tuyến tấn công và đạn dược chưa thể chuẩn bị kịp, thời điểm triển khai tấn công được lùi lại 10 ngày. Mục đích của chiến dịch nhằm thủ tiêu căn cứ bàn đạp của quân đội Đức Quốc xã tại "mỏm" Yelnya đang đe dọa sườn trái của các Phương diện quân Tây và Dự bị. Kế hoạch tấn công dự kiến huy động sư đoàn xe tăng 102 và sư đoàn bộ binh 303 để hình thành vòng vây phía ngoài. Các sư đoàn bộ binh 100 và 107 sẽ mở mũi đột kích vào khu vực phía Bắc. Sư đoàn bộ binh cơ giới 106 được tăng cường tiểu đoàn xe tăng độc lập 103 sẽ đột kích ở phía Nam nhằm hình thành vòng vây phía trong. Hỗ trợ cho sư đoàn 106 ở phía Nam sẽ là lực lượng của sư đoàn bộ binh 303. Phụ trách ở khu vực trung tâm phía Đông của vòng cung là các sư đoàn bộ binh 19 và 309. Sư đoàn cơ giới 103 và sư đoàn bộ binh 120 được triển khai ở phía Bắc và phía Nam các vị trí phòng thủ kiên cố nằm trong vòng cung để chặn đường tẩu thoát của quân Đức. Tổng số binh lực được huy động khoảng 6 vạn người, chừng 800 pháo, súng cối (trên 76 mm), trung đoàn 10 pháo phản lực Katyusha và 35 xe tăng. Tập đoàn quân 24 chỉ được trang bị 20 máy bay phục vụ cho công tác hậu cần và cho việc chỉ điểm cho các đội pháo binh tác xạ. Họ không được cung cấp bất cứ máy bay chiến đấu hay máy bay oanh tạc trận địa nào.
Tại phía Nam chỗ lồi Yelnya có tập đoàn quân 43 (Liên Xô) do thiếu tướng Dmitry Mikhailovich Seleznev chỉ huy với binh lực yếu, chỉ có 4 sư đoàn bộ binh (53, 149, 211 và 222), hai trung đoàn xe tăng (104 và 109), 6 tiểu đoàn pháo cấp sư đoàn và 1 tiểu đoàn pháo phản lực. Đơn vị này được giao nhiệm vụ đánh kiềm chế các sư đoàn 7, 23, 267 thuộc quân đoàn bộ binh 7 (Đức); các sư đoàn 197, 258 và sư đoàn cơ giới 252 thuộc quân đoàn 53 (Đức) để yểm hộ sườn trái cho tập đoàn quân 24 tấn công.

## Diễn biến chiến dịch

### Trên hướng tấn công của Tập đoàn quân 24
Ngày 30 tháng 8 năm 1941, tập đoàn quân 24 bắt đầu triển khai cuộc tấn công kích. Trong hai ngày đầu, quân đội Xô Viết tiến quân rất chậm, có nơi chỉ đạt chiều sâu 2 km. Trong hai ngày tiếp theo, quân đội Đức Quốc xã đã tiến một loạt các trận phản kích để ngăn chặn sự phát triển tấn công của quân đội Liên Xô nhằm rút chủ lực quân Đức ra khỏi "cái túi Yelnya". Sang ngày 3 tháng 9, quân đội Liên Xô lại tiếp tục gây áp lực cho tuyến phòng ngự của quân Đức. Đến cuối ngày, hai cánh quân phía Bắc và phía Nam đã phối hợp tác chiến hợp điểm và thu hẹp khu vực "cổ chai" phía sau Yelnya có nơi chỉ còn từ 6 đến 8 km. Do nguy cơ quân đội Liên Xô đe dọa hợp vây, ngày 3 tháng 9 quân Đức bắt đầu rút lực lượng khỏi "cái túi" Yelnya. Cuộc rút quân được che chắn bằng hỏa lực mạnh của pháo binh và máy bay yểm hộ cho các đội hậu vệ Đức đã dăng ra một màn hỏa lực dày đặc. Quân Đức cố gắng tránh mở những trận đối đầu và lợi dụng đêm tối để luồn qua tuyến phòng bao vây không liên tục của quân đội Liên Xô. Ngày 4 tháng 9, sư đoàn bộ binh 107 do đại tá P. V. Mironov chỉ huy đã chiếm được ga đầu mối đường sắt tại làng Voloskovo. Đến cuối ngày 5 tháng 9, sư đoàn Bộ binh 100 đã chiếm được khu vực Chaptsovo (Чапцово) (???) tại phía bắc Yelnya. Sư đoàn bộ binh 19 trực tiếp công kích vào Yelnya. Vào ngày 6 tháng 9, các đơn vị khác của quân đội Liên Xô lần lượt tiếp cận và giải phóng thành phố Yelnya.
Tổng tham mưu trưởng của quân đội Đức Quốc xã, Thượng tướng Franz Halder đã viết trong nhật ký của ông:
| “               | Quân ta đã để mất khu vực "cánh cung" Yelnya cho quân thù. Sau một thời gian dài chuẩn bị, quân thù đã liên tục đánh úp các đơn vị của chúng ta, kể cả khi các đơn vị này đang được rút ra khỏi các vị trí phòng thủ. Chỉ vì tốc độ tiến công chậm và thận trọng quá mức của bộ binh địch do thiếu xe tăng, các đơn vị Quân đội Đức mới có thể rút quân khỏi vòng cung này và đó được coi như là một kết quả tốt nhất. | ” |
| — Franz Halder, | |   |

Đến cuối ngày 8 tháng 9, Tập đoàn quân 24 (Liên Xô) đã hoàn toàn làm chủ khu vực Yelnya và thiết lập tuyến phòng thủ mới tại Novy Yakovlevich (Нов. Яковлевичи) (Yakovlevo), Novo Tishovo (Ново-Тишово) (Tishkovo) và Kukuevo (Кукуево).

### Trên hướng tấn công của tập đoàn quân 43
Ngày 30 tháng 8, tập đoàn quân 43 bắt đầu công kích. Ngay trong ngày tiến công đầu tiên, trung đoàn xe tăng 109 đã đột kích và phá vỡ tuyến phòng thủ của sư đoàn bộ binh 23 (Đức), tiến sâu 12 km đến Kostyri. Ngày 31 tháng 8, sư đoàn bộ binh 267 và sư đoàn xe tăng 10 (Đức) được điều đến khu vực bị đột phá, bịt được cửa mở và bắt đầu phản kích, bao vây trung đoàn xe tăng 109. Ngày 1 tháng 9, tướng G. K. Zhuvov ra lệnh cho tập đoàn quân điều sư đoàn bộ 211 vào khu vực đột phá khẩu để tiếp tục phát triển tấn công đến tuyến sông Stryana.
Cuộc chiến đấu để phá vây của trung đoàn xe tăng 109 ở phía tây sông Desna kéo dài đến ngày 5 tháng 9. Hầu hết các binh sĩ và chỉ huy đã bị giết hoặc bị bắt. Bộ phận còn lại của đơn vị được giải thể ngày 16 tháng 9. Đến ngày 7 tháng 9, các sư đoàn của tập đoàn quân 43 đã vượt qua Stryana và phát triển tấn công về phía tây. Nhưng đến ngày 8 tháng 9, các đơn vị này vấp phải đòn phản công của quân Đức và phải tổ chức phòng ngự lâm thời. Ngày 12 tháng 9, quân Đức lại tiếp tục phản công. Ngày tiếp theo, các đơn vị cơ giới của quân đội Xô Viết vượt qua được điểm nút Stryana (???) và chiếm bờ tây con sông nhưng sau đó, sức chiến đấu của tập đoàn quân cũng giảm xuống.
Phối hợp với cuộc tấn công của tập đoàn quân 43, tập đoàn quân 50 do tướng Bogdanov chỉ huy cũng tổ chức tấn công tại phía nam đường quốc lộ từ huyện Ivanovo (???) đến Koski và dự kiến phát triển đến Roslavl. Tuy nhiên, các cứ điểm của quân đội Đức tại đây rất cứng rắn và tập đoàn quân 50 đã không phá vỡ được tuyến phòng thủ của đối phương. Cuộc chiến đấu ở Ivanovo và khu vực phía Nam vẫn tiếp tục đến ngày 15 tháng 9.

## Kết quả chiến dịch

### Kết quả về quân sự
Như một trong những chiến thắng ban đầu của quân đội Liên Xô trong cuộc Chiến tranh Xô-Đức, đây là một trong những thất bại lớn nhất của quân Đức trong những ngày đầu tiên của chiến tranh. Đây cũng là lần đầu tiên mà Hồng quân Xô Viết thành công trong một chiến dịch tấn công nhằm vào quân phát xít Đức, lần đầu tiên quân Đức phải triệt binh trong cuộc Chiến tranh Xô-Đức. Trong chiến dịch Yelnya, quân Đức mất 45 nghìn quân, trong đó bao gồm sư đoàn SS "Đầu lâu" của đảng phát xít Đức. Số thương vong ước tính của Liên Xô dao động khá nhiều tùy theo nguồn, trong số binh sĩ tử thương có Thiếu tướng Konstantin Rakutin.
Kết quả của cuộc tấn công tại Yelnya đã quân đội Liên Xô loại trừ được "chỗ lồi Yelnya" của quân đội Đức. Điều này đã cải thiện được vị thế phòng thủ của tập đoàn quân 24 nói riêng và Phương diện quân Dự bị nói chung. Cuộc tấn công này cũng loại trừ nguy cơ của quân đội Đức Quốc xã de dọa uy hiếp cánh trái của các Phương diện quân Tây và Dự bị của quân đội Liên Xô, thủ tiêu được một bàn đạp quan trọng của quân Đức trong kế hoạch tấn công Moskva.
Trận tấn công Yelnya tuy chỉ với quy mô cấp tập đoàn quân nhưng lại là thành công đầu tiên của quân đội Liên Xô trong chiến tranh thế giới thứ hai về thực hiện hợp vây chiến dịch, thực sự là một bước bước tiến bộ trong chiến thuật đột phá mạnh và có trọng tâm vào tuyến phòng thủ của đối phương, và cũng là cuộc rút lui đầu tiên bắt buộc đầu tiên của quân đội Đức khỏi một phần (tuy không lớn) lãnh thổ của Liên Xô bị chiếm đóng. Mặc dù không có ưu thế chung về tổng thể lực lượng nhưng các chỉ huy của tập đoàn quân 24 đã biết điều hành tác chiến, bí mật tập trung lực lượng đột kích mạnh tại một khu vực nhỏ của mặt trận để đột phá trên hướng tấn công chính, đạt được kết quả chiến dịch một cách xuất sắc.
Tuy nhiên, xét tổng thể kế hoạch và quy mô tấn công của quân đội Liên Xô thì các mục tiêu cuối cùng của chiến dịch vẫn không đạt được. Các nỗ lực tấn công vỗ mặt lặp đi lặp lại của tập đoàn quân 24 đã làm cho cuộc tấn công ngay từ đầu đã phát triển chậm chạp và đem lại kết quả không đáng kể trong việc đột phá nhanh tuyến phòng ngự của quân Đức, tạo điều kiện cho đối phương có thời gian rút được phần lớn các lực lượng cơ giới ra khỏi Yelnya. Các hành động thiếu quyết đoàn của tư lệnh Tập đoàn quân 43 đã làm cho trung đoàn xe tăng 109 bị quân Đức bao vây và đánh tan. Cuối cùng, mục tiêu bao vây và bắt sống toàn bộ đạo quân Đức tại Yelnya đã không thực hiện được do tư lệnh các tập đoàn quân đã không huy động đủ và đồng bộ người và phương tiện, nhất là về xe tăng. Dẫu sao đi chăng nữa, tuy quân Đức cuối cùng đã chặn được quân đội Liên Xô và tiếp tục tiến về đánh thủ đô Moskva, thắng lợi tại trận Yelnya đã làm trì hoãn được bước tiến công của quân đội Đức Quốc xã.

### Sự thành lập các sư đoàn cận vệ
Chiến dịch Yelnya gắn liền với sự hình thành các sư đoàn cận vệ: hai sư đoàn bộ binh số 100 và 127 được đổi tên thành sư đoàn bộ binh cận vệ số 1 và số 2. Ngày 26 tháng 9 năm 1941, các sư đoàn bộ binh số 107 và 120 cũng trở thành các sư đoàn bộ binh cận vệ số 5 và số 6.